# هانس لانغ (موسيقي)
هانس لانغ (بالألمانية: Hans Lang)‏ هو موسيقي وملحن ألماني، ولد في 20 أغسطس 1897 في فايدن إن در أوبربفالز في ألمانيا، وتوفي في 17 يوليو 1968 في ميونخ في ألمانيا.

## وصلات خارجية
- هانس لانغ على موقع قاعدة بيانات الفيلم (الإنجليزية)